# UMF Stjarnan Garðabær
El Ungmennafélagið Stjarnan, també conegut com a UMF Stjarnan Garðabær, és un club esportiu islandès de la ciutat de Garðabær. Té seccions de futbol, handbol, basquetbol, voleibol i gimnàstica.

## Història
El club va ser fundat el 1960. En el seu palmarès destaca la lliga assolida l'any 2014. També ha estat finalista de copa les temporades 2012 i 2013.
El club es va fer famós arreu per les seves celebracions dels gols, que incloïen elaborades coreografies.

## Palmarès

### Futbol
- Lliga islandesa de futbol: 
  - 2014

- Copa islandesa de futbol: 
  - 2018

- Segona divisió islandesa de futbol: 
  - 1989

- Supercopa islandesa de futbol: 
  - 2015, 2019

### Basquetbol
- Segona divisió d'Islàndia:
  - 1994-95

### Voleibol
- Campionat d'Islàndia:
  - 2003, 2004, 2006, 2007, 2008

### Handbol
El club ha guanyat nombrosos campionats en categoria masculina i femenina.